# Hauts de Bienne
Hauts de Bienne község Franciaország Burgundia-Franche-Comté régiójában, Jura megyében. Új községként 2016. január 1-jén jött létre Morez, La Mouille és Lézat község egyesítésével. Lakosainak száma 5099 fő (2022. január 1.).

## Népesség
| Lakosok száma | 5350 | 5312 | 5275 | 5226 | 5167 | 5099 |
|               | 2017 | 2018 | 2019 | 2020 | 2021 | 2022 |